# Liste der Baudenkmale in Ramin
In der Liste der Baudenkmale in Ramin sind alle denkmalgeschützten Bauten der vorpommerschen Gemeinde Ramin und ihrer Ortsteile aufgelistet. Grundlage ist die Veröffentlichung der Denkmalliste des Kreises Uecker-Randow mit dem Stand vom 1. Februar 1996.

## Baudenkmale nach Ortsteilen

### Ramin
| ID | Lage                   | Bezeichnung                             | Beschreibung | Bild           |
| -- | ---------------------- | --------------------------------------- | --- | -------------- |
|    | Dorfstr. 18 (Karte)    | Stallspeicher                           | | Stallspeicher  |
|    | Dorfstr. 23 (Karte)    | Stallspeicher                           | | Stallspeicher  |
|    | Dorfstr. 28 (Karte)    | Stallspeicher                           | | Stallspeicher  |
|    | Dorfstr. 30            | Stallspeicher und Scheune               | |                |
|    | Dorfstr. 40 (Karte)    | Wohnhaus                                | | Wohnhaus       |
|    | Dorfstr. 40 (Karte)    | Stallspeicher                           | | Stallspeicher  |
|    | Dorfstr. 45            | Wohnhaus und Nebengebäude, „Brennerhof“ | |                |
|    | Gutsanlage (Karte)     | Gutshaus                                | 1-gesch. Putzbau mit mittigem, 2-gesch. Zwerchgiebel und Mansarddach; nach 1945 bis 2004 Kinderheim. | Gutshaus       |
|    | Gutsanlage (Karte)     | Park                                    | |                |
|    | Gutsanlage (Karte)     | Speicher und Stallspeicher              | 3-gesch., langgestreckter Backsteinbau |                |
|    | Kirche (Karte)         | Kirche                                  | Frühgotische, einschiffige Feldsteinkirche vom 13. Jahrhundert; Ostgiebel mit drei schmalen Fenstern und darüber steigende Blendnischen mit Backsteinrahmen; über Westgiebel der quadr. Fachwerkturm mit achteckigem Dach und geschlossener Laterne mit Glockenhaube; Backsteinportal mit 2 Ecktürmchen; Wetterfahne von 1726 | Kirche         |
|    | Kirchhofportal (Karte) | Kirchhofportal                          | | Kirchhofportal |
|    | Kirchhofmauer (Karte)  | Kirche                                  | | Kirche         |

### Bismark
| ID | Lage          | Bezeichnung         | Beschreibung | Bild   |
| -- | ------------- | ------------------- | ------------ | ------ |
|    | Dorfstraße 7  | Wohnhaus            |              |        |
|    | Dorfstraße 26 | Stallspeicher       |              |        |
|    | (Karte)       | Kirche              |              | Kirche |
|    |               | Transformatorenhaus |              |        |

### Gellin
| ID | Lage    | Bezeichnung           | Beschreibung | Bild                  |
| -- | ------- | --------------------- | ------------ | --------------------- |
|    | (Karte) | Gutshaus und Speicher |              | Gutshaus und Speicher |

### Grenzdorf
| ID | Lage | Bezeichnung                                              | Beschreibung | Bild |
| -- | ---- | -------------------------------------------------------- | ------------ | ---- |
|    |      | Hofanlage mit Wohnhaus, Scheune, Stallspeicher und Pumpe |              |      |

### Hohenfelde
| ID | Lage    | Bezeichnung       | Beschreibung | Bild |
| -- | ------- | ----------------- | --- | ---- |
|    | (Karte) | Gutshaus mit Park | 2-gesch., 10-achsiger Putzbau mit Sockel- und Mezzaningeschoss sowie Mittelrisalit und Portal aus der Mitte des 19. Jh. durch einen Umbau. Parkseitig ein älterer, hoher Turm. Drei Stallgebäude blieben erhalten. |      |

### Retzin
| ID | Lage                  | Bezeichnung                                                                                          | Beschreibung | Bild                                                      |
| -- | --------------------- | --- | --- | --------------------------------------------------------- |
|    |                       | Ursprüngliche Kopfsteinpflasterstraße des 19. Jahrhunderts unterhalb der heutigen Betonplattenstraße | Die gesamte Straßenpflasterung wurde bei der Erneuerung der Ortsdurchfahrt 2020/21 zugunsten der heutigen Asphaltstraße entfernt |                                                           |
|    | Dorfstraße 4 (Karte)  | Haustür und Stallspeicher                                                                            | |                                                           |
|    | Dorfstraße 6 (Karte)  | Bauernhaus mit Stall und Hofpflasterung sowie Hofeinfahrt                                            | | Bauernhaus mit Stall und Hofpflasterung sowie Hofeinfahrt |
|    | Dorfstraße 8 (Karte)  | Bauernhof mit allen Wirtschaftsgebäuden                                                              | |                                                           |
|    | Dorfstraße 10 (Karte) | ehem. Mühle/Molkerei mit Nebengebäude aus Ziegelfachwerk                                             | Ursprünglich als Molkerei errichtet, diente das Gebäude im Ersten Weltkrieg zur Unterbringung von französischen Kriegsgefangenen, die im Ort Arbeit leisteten. Bewohnt war der obere Teil des Gebäudes bis 1991. Nach 20 Jahren Leerstand und geduldetem Verfall wurde 2011 von der Denkmalbehörde dem Abriss (Mühle und Stallung) zugestimmt.          | ehem. Mühle/Molkerei mit Nebengebäude aus Ziegelfachwerk  |
|    | Dorfstraße 15 (Karte) | Stallspeicher aus Naturstein                                                                         | | Stallspeicher aus Naturstein                              |
|    | Dorfstraße 17 (Karte) | Stallspeicher aus Naturstein                                                                         | | Stallspeicher aus Naturstein                              |
|    | Dorfstraße 19 (Karte) | zwei Stallspeicher aus Naturstein                                                                    | bis 2023 in originaler Bauweise erhalten erfolgte schließlich nach schleichendem Verfall der Abriss | zwei Stallspeicher aus Naturstein                         |
|    | Dorfstraße 23 (Karte) | Pfarramt zu Retzin mit hölzernem Eingangsportal                                                      | Die grundlegende Sanierung des Pfarrhauses erfolgte 1992/93. Es beherbergt die Amtsstube, den Gemeinderaum und die Wohnung des Pfarrers. | Pfarramt zu Retzin mit hölzernem Eingangsportal           |
|    | Dorfstraße 16 (Karte) | Kirche zu Retzin                                                                                     | Gotische Feldsteinkirche aus dem 13. Jh. mit Kirchhofportal und -mauer aus dem 14. Jh.; Ostgiebel mit drei Fenstern und Blenden; Westturm aus dem 19. Jh.; 1945 durch Kriegseinwirkungen stark zerstört. Altar von 1629 mit hölzernen Säulen und mit Schnitzfiguren und Wappen, Kanzel des 18. Jh.; Sanierung von 1961/62; zuletzt Dacheindeckung 2013. | Kirche zu Retzin                                          |
|    | Friedhof Retzin       | Grabmale der Familie Utecht und Karow                                                                | Bronzene und gusseiserne Elemente sind durch Metalldiebe den Grabanlagen entnommen worden. | Grabmale der Familie Utecht und Karow                     |

### Schmagerow
| ID | Lage    | Bezeichnung              | Beschreibung | Bild                     |
| -- | ------- | ------------------------ | --- | ------------------------ |
|    |         | Mausoleum                | |                          |
|    | (Karte) | Kirche mit Kirchhofmauer | Die Dorfkirche hat einen rechteckigen Grundriss und ist turmlos. Es ist ein Putzbau aus Ziegeln aus dem Jahr 1768. Das Portal im Süden hat ein halbrundes Giebelfeld. Im Inneren befindet sich ein barocker Kanzelaltar aus der 2. Hälfte des 18. Jahrhunderts mit Akanthusschnitzerei und Figuren (Engelsköpfe, Posaunen-Engel). | Kirche mit Kirchhofmauer |